# Julien Quercia
Julien Quercia (Thionville, 17 augustus 1986) is een Franse voetballer (aanvaller) die sinds 2011 voor de Franse eersteklasser FC Lorient uitkomt. Voordien speelde hij voor FC Sochaux en FC Lorient.